# Marseille-en-Beauvaisis
Marseille-en-Beauvaisis – miejscowość i gmina we Francji, w regionie Hauts-de-France, w departamencie Oise.
Według danych na rok 1990 gminę zamieszkiwały 973 osoby, a gęstość zaludnienia wynosiła 118 osób/km² (wśród 2293 gmin Pikardii Marseille-en-Beauvaisis plasuje się na 300. miejscu pod względem liczby ludności, natomiast pod względem powierzchni na miejscu 585.).